# تشارلز كيلباتريك
تشارلز كيلباتريك (بالإنجليزية: Charles Kilpatrick)‏ هو منافس ألعاب قوى أمريكي، ولد في 23 أكتوبر 1874، وتوفي في 5 ديسمبر 1921.